# Zbor Zaro
Zbor Zaro je pulski amaterski dječji pjevački zbor osnovan 1991. godine, te od tada djeluje pod stručnim vodstvom i ravnanjem osnivačice zbora, Linde Milani.[nedostaje izvor]

## Albumi
- Velo srce, mića pjaca (studeni 1991.)
- Music box (prosinac 1994.)
- Zaro show (prosinac 1996.)
- Zaro moj (prosinac 1997.)
- Ča bi škola da ni mene (prosinac 1998.)
- Eko Zaro 2000. (prosinac 1999.)
- The best of Zaro (prosinac 2000.)
- Ljubav je... Zaro (prosinac 2001.)
- Zaro Smile (prosinac 2002.)
- Felicita' (prosinac 2003.)
- Treba imat' dušu (prosinac 2004.)
- Pula, moj grad (svibanj 2005.) - prigodni
- Kupujmo hrvatsko (rujan 2005.) - prigodni
- Viruj vajk u svoje (prosinac 2005.)
- 052 Halo Zaro Pula (prosinac 2007.)
- Dici - zavajk! (prosinac 2007.) - prigodni
- Osculetur me (prosinac 2009.)
- Happy Zaro (prosinac 2011.)
- Grazie, Maestro (prosinac 2014.)
- Zaro Forever (prosinac 2016.)

## Voditelji/Suradnici
Linda Milani, Serena Žiković-Bonassin, Arinka Segando Blašković, Franci Blašković, Ranko Svorcan, Zvonimir Balog, Nada Ivanović, Iren Budija, Nikica Duraković, Roberto Mihovilović, Zdenka Višković-Vukić, Predrag Spasojević, Branko Radić, Sandro Peročević, Robert Mihovilović, Nadan Rojnić, Mario Benčić, Daniel Načinović, Rita Scotti-Jurić, Aldo Špada, Dario Marušić, Maja Rogić, Toni Eterović, Petra Nardini, Nadan Rojnić, Mario Benčić i dr.[nedostaje izvor]

## Vanjske poveznice
- Zaro.hr

- Facebook

- Zaro Pula - Youtube